# حصار قطسيفون (629)
وقع حصار قطسيفون في 27 أبريل 629 بين قوات شهربراز وأردشير الثالث. تمكن شهربراز من احتلال قطسيفون بقوة صغيرة، وكشف للجميع ضعف الإمبراطورية الساسانية.

## الخلفية
في عام 602 بدأت الحرب البيزنطية الساسانية الأخيرة؛ لقد كانت أكثر سلسلة الحروب تدميرًا بين الإمبراطوريتين. وفي 618، أرسل كسرى الثاني شهربراز لغزو مصر. وبعد عام واحد، تمكن الساسانيون من الاستيلاء على الإسكندرية، عاصمة مصر البيزنطية. وبعد سقوط الإسكندرية، بسط الساسانيون حكمهم تدريجيًا جنوبًا على طول نهر النيل. وبحلول عام 621، كانت المقاطعة آمنة في أيدي الساسانيين.
ستبقى مصر في أيدي الساسانيين لمدة 10 سنوات، تحت إدارة الجنرال شهربراز من الإسكندرية. تمكن الإمبراطور الروماني الجديد هرقل من عكس التيار وهزم خسرو الثاني، فأمر شهربراز بإخلاء المقاطعة، لكنه رفض. في النهاية عرض هرقل، في محاولة لاستعادة مصر وزرع الانقسام بين الإيرانيين، مساعدة شهربراز على الاستيلاء على العرش الساساني لنفسه. تم التوصل إلى اتفاق، وفي ربيع عام 629، بدأت القوات الساسانية بمغادرة مصر.

## الحصار
لحسن الحظ بالنسبة لشهربراز، بدأت حرب أهلية في عام 628 قسمت موارد الإمبراطورية الساسانية، وتسبب وباء مدمر في المقاطعات الغربية في قتل نصف السكان إلى جانب قباد الثاني، مما أضعف الإمبراطورية. سار شهربراز نحو قطسيفون مع 6000 رجل، حاصرها ثم احتلها، وخان النبلاء الساسانيين وقتل العديد منهم، بما في ذلك اثنين من الشخصيات البارزة هما أردابيل وماه أدهور غوشناسب.

## العواقب
بعد الاستيلاء على قطسيفون، قتل شهربراز أردشير الثالث وتولى العرش لنفسه. ومع ذلك، لم يدم حكمه طويلًا، لأنه قُتل على يد النبلاء الساسانيين بعد أربعين يومًا حيث حكمت ابنتَا كسرى الثاني على التوالي.